# مطار نيو أورلينز لويس أرمسترونغ الدولي
مطار نيو أورلينز لويس أرمسترونغ الدولي (إياتا: MSY، إيكاو: KMSY، معرف الموقع إف إيه إيه: MSY)(بالفرنسية: Aéroport international Louis Armstrong de La Nouvelle-Orléans) هو مطار دولي يقع علي بعد 11 ميلاً (18 كم) غربي وسط مدينة نيو أورلينز، جيفرسون باريش، لويزيانا، الولايات المتحدة. ومعظم الرحلات الجوية تأتي داخل الولايات المتحدة وقبل سنة من إعصار كاترينا كانت معظم الرحلات الجوية تأتي من تورونتو وبنما سيتي وكانكون وبونتا كانا ودالاس وأتلانتا وهيوستن وكانت قد خدم المطار 9.
المطار مبنى على مساحة 1500 فدان (607 هكتارًا). بمتوسط ارتفاع 4.5 قدم (1.4 متر) فوق مستوى سطح البحر، المطار ثالث أدنى مطار دولي في العالم، بعد مطار أمستردام شيفول في هولندا الذي يبلغ ارتفاعه 11 قدمًا (3.4 مترًا)، تحت مستوى سطح البحر. ومطار أتيراو الدولي في كازاخستان، والذي يقع على عمق 72 قدمًا (22 مترًا) تحت مستوى سطح البحر.

## شركات الطيران والوجهات
| شركـات طيـران            | الوجهات | Refs   |
| ------------------------ | --- | ------ |
| Air Canada Rouge         | مطار مونتريال الدولي، مطار تورونتو بيرسون الدولي | [ 6 ]  |
| خطوط آلاسكا الجوية       | مطار سياتل تاكوما الدولي |        |
| أليجانت للطيران          | Charlotte/Concord، Cincinnati | [ 7 ]  |
| الخطوط الجوية الأمريكية  | مطار شارلوت دوغلاس الدولي، مطار أوهير الدولي، مطار دالاس فورت ورث الدولي، مطار ميامي الدولي، مطار فيلادلفيا الدولي، مطار فينيكس سكاي هاربر الدولي، مطار رونالد ريغان الوطني | [ 8 ]  |
| إمريكان إيغل             | مطار أوستن برغستروم الدولي، مطار شارلوت دوغلاس الدولي، مطار أوهير الدولي، مطار ميامي الدولي، مطار رونالد ريغان الوطني | [ 8 ]  |
| Breeze Airways           | Charleston (SC) ‏، Fayetteville/Bentonville، مطار جاكسونفيل الدولي، Louisville، Norfolk، مطار أورلاندو الدولي، Raleigh/Durham، Richmond، Tulsa (تنتهي في 27 نوفمبر 2023) موسمي: Columbus–Glenn، Fort Myers ‏، Hartford، مطار لوس أنجلوس الدولي، مطار بيتسبرغ الدولي ‏ | [ 10 ] |
| الخطوط الجوية البريطانية | مطار لندن هيثرو | [ 11 ] |
| خطوط دلتا الجوية         | مطار هارتسفيلد جاكسون، مطار لوجان الدولي، مطار ديترويت، مطار لوس أنجلوس الدولي، مطار منيابولس سانت بول الدولي، مطار جون إف كينيدي الدولي، مطار لاغوارديا، مطار سولت ليك سيتي الدولي | [ 12 ] |
| خطوط فرونتير الجوية      | مطار دنفر الدولي، مطار أورلاندو الدولي، مطار فيلادلفيا الدولي موسمي: Raleigh/Durham |        |
| خطوط جيت بلو الجوية      | مطار لوجان الدولي، Fort Lauderdale ‏، مطار جون إف كينيدي الدولي، مطار لاغوارديا | [ 13 ] |
| Silver Airways           | مطار جاكسونفيل الدولي | [ 14 ] |
| خطوط ساوث ويست الجوية    | مطار هارتسفيلد جاكسون، مطار أوستن برغستروم الدولي، مطار بالتيمور واشنطن الدولي، Burbank (تبدأ في 4 يونيو 2024)، Cancún، مطار ميدواي الدولي، Dallas–Love، مطار دنفر الدولي، Fort Lauderdale ‏، Houston–Hobby، Kansas City ‏، مطار هاري ريد الدولي، مطار لوس أنجلوس الدولي، مطار ميامي الدولي، مطار ناشفيل الدولي، مطار لاغوارديا، مطار أورلاندو الدولي، مطار فينيكس سكاي هاربر الدولي، مطار سان أنطونيو الدولي، مطار سان دييغو الدولي، مطار سانت لويس الدولي، مطار تامبا الدولي، مطار رونالد ريغان الوطني موسمي: Long Beach ‏، مطار أوكلاند الدولي (الولايات المتحدة)، Raleigh/Durham |        |
| خطوط سبيريت الجوية       | مطار هارتسفيلد جاكسون، Cancún، مطار أوهير الدولي، مطار دالاس فورت ورث الدولي، Fort Lauderdale ‏، مطار جورج بوش الدولي، مطار هاري ريد الدولي، مطار لوس أنجلوس الدولي، مطار ميامي الدولي، مطار أورلاندو الدولي، San Pedro Sula ‏، مطار تامبا الدولي موسمي: مطار ديترويت | [ 16 ] |
| خطوط بلاد الشمس الجوية   | موسمي: مطار منيابولس سانت بول الدولي | [ 17 ] |
| الخطوط الجوية المتحدة    | مطار أوهير الدولي، مطار دنفر الدولي، مطار جورج بوش الدولي، مطار نيوآرك ليبرتي الدولي، مطار سان فرانسيسكو الدولي، مطار واشنطن دولس الدولي | [ 18 ] |
| United Express           | مطار أوهير الدولي، مطار دنفر الدولي، مطار جورج بوش الدولي، مطار نيوآرك ليبرتي الدولي، مطار واشنطن دولس الدولي | [ 18 ] |

## الإحصائيات

### أهم الوجهات المحلية
| الرتبة | المدينة                    | الركاب  | الناقل                           |
| ------ | -------------------------- | ------- | -------------------------------- |
| 1      | مطار هارتسفيلد جاكسون      | 676,000 | دلتا، فرونتير، ساوث ويست، سيبريت |
| 2      | مطار جورج بوش الدولي       | 389,000 | ساوث ويست، سيبريت، المتحدة       |
| 3      | مطار دالاس فورت ورث الدولي | 367,000 | الأمريكية، سيبريت                |
| 4      | مطار دنفر الدولي           | 286,000 | فرونتير، ساوث ويست، المتحدة      |
| 5      | مطار أورلاندو الدولي       | 271,000 | فرونتير، ساوث ويست، سيبريت       |
| 6      | مطار شارلوت دوغلاس الدولي  | 263,000 | الأمريكية                        |
| 7      | Dallas–Love، Texas         | 256,000 | ساوث ويست                        |
| 8      | Houston–Hobby، Texas       | 222,000 | ساوث ويست                        |
| 9      | مطار لوس أنجلوس الدولي     | 214,000 | بريز، دلتا، ساوث ويست، سيبريت    |
| 10     | Fort Lauderdale، Florida ‏  | 210,000 | جيت بلو، ساوث ويست، سيبريت       |

### شركات الطيران
| الرتبة | الناقل                  | الركاب    | الحصة  |
| ------ | ----------------------- | --------- | ------ |
| 1      | خطوط ساوث ويست الجوية   | 4,310,000 | 35.53% |
| 2      | خطوط دلتا الجوية        | 1,893,000 | 15.61% |
| 3      | الخطوط الجوية الأمريكية | 1,672,000 | 13.78% |
| 4      | الخطوط الجوية المتحدة   | 1,455,000 | 12.00% |
| 5      | خطوط سبيريت الجوية      | 1,389,000 | 11.45% |
|        | آخرى                    | 1,412,000 | 11.64% |